# 3CCD

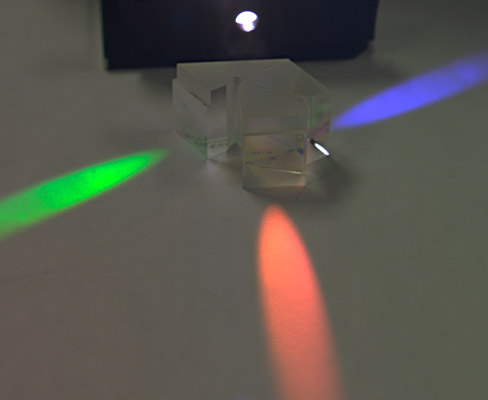
Цветоделение пучка белого света дихроической призмой

3CCD — технология цветоделения в цветном телевидении, использующая три светочувствительные матрицы или передающие трубки, отдельные для каждого из трёх цветоделённых изображений: красного, зелёного и синего. Технология основана на  оптическом цветоделении при помощи дихроидной (или дихроичной) призмы, разделяющей свет от объектива на три изображения по длине волны за счёт интерференции.  
В телевизионном обиходе такие телекамеры и видеокамеры называют трёхматричными.

## Историческая справка
Впервые оптическое цветоделение на три монохромных изображения было применено для получения цветных фотографий в конце XIX века. Экспонирование трёх чёрно-белых фотопластинок за тремя цветными светофильтрами позволяло получать три цветоделённых негатива, с которых пигментным способом печаталось цветное изображение.
Технология цветного кинематографа «Техниколор» также использовала киносъёмочные аппараты, регистрирующие цветоделённые изображения на трёх киноплёнках одновременно.
Подобное устройство телевизионной передающей камеры применялось с самых первых дней существования систем цветного телевидения, основанных на одновременной передаче цветовой информации. До появления полупроводниковых матриц в камерах, построенных по такой схеме, применялись три или четыре передающие телевизионные трубки. В последнем случае четвёртая трубка формировала сигнал яркости, а в трёхтрубочных системах вместо зелёного сигнала часто использовался псевдояркостный.
В первых цветных телекамерах использовались обычные зеркала и цветные светофильтры. Применение дихроидных призм позволило поднять светопропускание и, соответственно, чувствительность таких камер. У трёх- и четырёхтрубочных камер после каждого включения была обязательна процедура центровки, необходимая для точного совмещения растров передающих трубок. Магнитные отклоняющие системы не обладали абсолютной стабильностью и реагировали на изменения окружающего магнитного поля, часто зависящего даже от положения камеры. Выполнение центровки устраняло цветные контуры изображения, появлявшиеся вследствие неточностей совмещения изображений с трёх трубок. Центровка представляла собой точную регулировку токов кадровой и строчной развёрток для каждой трубки и выполнялась автоматической системой при помощи таблицы, поставлявшейся в комплекте с компактными камерами. В стационарных камерах при настройке таблица проецировалась на мишени передающих трубок через дополнительную грань цветоделительной призмы диапроектором, встроенным в камерную головку.
Применение твердотельных полупроводниковых матриц избавило от необходимости выполнения центровки при каждом включении, поскольку геометрия изображения, формируемого матрицей, практически не зависит от внешних воздействий. С появлением передающих телевизионных трубок, осуществляющих внутреннее цветоделение при помощи встроенных штриховых светофильтров, некоторые компактные видеокамеры стали строить по двух- и однотрубочной схеме, без призменной цветоделительной системы. Полупроводниковые матрицы также могут использовать способ цветоделения при помощи массива цветных светофильтров, позволяющий использовать одну светочувствительную матрицу без дорогостоящей и громоздкой цветоделительной призмы. Однако, преимущества трёхматричной схемы таковы, что видеокамеры, построенные на трёх матрицах, до сегодняшнего дня не сдают свои позиции в профессиональном видеопроизводстве и даже в цифровом кинематографе. Такой способ цветоделения использовался также в некоторых видеофотоаппаратах для повышения качества изображения.

## Принцип действия

Цветоделительная система трёхматричных ТВ-камер

Свет от съёмочного объектива попадает на цветоделительную дихроичную призму, разделяющую его на три составляющих потока, направляемых к разным граням призмы. Излучение с самой короткой длиной волны избирательно отражается от дихроичного покрытия F1, пропускающего остальной свет дальше. Так синяя составляющая света направляется к нижней выходной грани. Затем поверхностью с покрытием F2 отделяется длинноволновая — красная часть спектра, попадающая к верхней выходной грани. Оставшийся свет, прошедший через все покрытия, соответствует зелёной части спектра и попадает к задней выходной грани призмы. Таким образом получаются три монохромных действительных изображения объекта съёмки. Красный и синий свет претерпевает двукратное отражение, в результате чего получаются прямые (незеркальные) изображения этих цветов.
Каждое из этих цветоделённых изображений попадает на отдельную  матрицу, видеосигнал с которых после обработки добавляется к общему. В результате сложения сигналов с трёх матриц получается полный цветной телевизионный сигнал.

## 4CCD
Некоторые производители вместо трёх матриц используют четыре для повышения разрешающей способности системы. Как правило, дополнительная матрица формирует дополнительное изображение зелёного канала со сдвигом на 1/2 пикселя, уменьшая цветной муар и повышая видимую резкость изображения. Четырёхматричная система получила известность благодаря компании Ikegami, впервые применившей такую конструкцию камерных головок. В первых передающих камерах также использовались четыре передающих трубки, одна из которых формировала яркостный сигнал.

## Дихроидная призма
Дихро́идная призма — основной элемент трёхматричной системы цветоделения. При расчете цветоделительной системы должно учитываться, что длина хода лучей каждого цвета должна быть одинаковой с учётом разницы коэффициентов преломления стекла разных частей призмы. Кроме того, при проектировании призм для использования с полупроводниковыми матрицами не допускается получения зеркально перевёрнутых изображений, как это было возможно при использовании вакуумных передающих трубок. В последних это устранялось простым изменением полярности развёрток. Дополнительную сложность при конструировании трёхматричных камер представляет устранение влияния поляризации света на качество цветоделения. Существует множество различных конструкций цветоделительных призм с разным расположением граней и выходных поверхностей. Рабочий отрезок объективов для камер с таким способом цветоделения обычно указывается в виде двух значений, одно из которых справедливо для стекла, а другое — для воздуха, то есть для одноматричных камер без призмы.

## Достоинства трёхматричной системы
Главным достоинством трёхматричного (трёхтрубочного) устройства передающей камеры считается точность цветоделения, недостижимая для массива цветных светофильтров, обладающих характеристиками светопропускания, далёкими от идеальных. Дихроичные призмы обладают практически полной непрозрачностью для отражаемых участков спектра и такой же прозрачностью для пропускаемых. Список достоинств может быть продолжен:
- Высокая разрешающая способность благодаря использованию одного пикселя каждой матрицы вместо четырёх для формирования цветной точки;
- Низкий уровень цветного муара и, как следствие — ненужность фильтра пространственных частот (англ. low-pass filter);
- Ненужность алгоритмов дебайеризации для восстановления потерянной информации, обязательных для одноматричных систем с массивом цветных фильтров;
- Высокая светочувствительность и отношение сигнал/шум благодаря отсутствию потерь в светофильтрах;
- Возможность осуществления цветокоррекции постановкой дополнительных светофильтров перед отдельными матрицами, а не перед съёмочным объективом, позволяет добиться существенно лучшей цветопередачи при нестандартных источниках света с сохранением высокой чувствительности системы в целом;
- Возможность повышения эффективного разрешения всей системы сверх разрешения отдельной матрицы вдвое по одной из координат, сдвинув три матрицы друг относительно друга на 1/3 пикселя и проведя интерполяцию трёх изображений с учётом этого сдвига. Данная технология получила наименование «pixel shifting».

## Недостатки трёхматричной системы
Несмотря на многочисленные достоинства, система обладает рядом недостатков, и прежде всего она чувствительна к поляризации света и углу падения световых пучков. Это накладывает определённые ограничения при проектировании цветоделительной системы и использовании объективов разных фокусных расстояний. Кроме того, можно назвать другие недостатки:
- Большая стоимость, значительно превосходящая стоимость одноматричных камер.
- Габаритные размеры и вес, принципиально бо́льшие, чем у систем с одной матрицей.
- Трёхматричная система не может использоваться с широкоугольными объективами с малым задним отрезком.
- Проблема сведе́ния цветов. Трёхматричные системы требуют точной юстировки. Чем меньше физический размер матриц и больше их разрешение, тем сложнее добиться необходимой точности.
- Чувствительность к вибрациям, при наличии которых снижается качество получаемого изображения. Это требует специальных методов борьбы с вибрацией.